# Cú muỗi mỏ quặp Sri Lanka
Cú muỗi mỏ quặp Sri Lanka (danh pháp khoa học: Batrachostomus moniliger) là một loài chim trong họ Podargidae.
Loài chim này được tìm thấy ở Tây Ghats của miền Nam Ấn Độ và Sri Lanka. Chúng là loài săn mồi về đêm được tìm thấy trong các sinh cảnh rừng. Chúng có bộ lông giống như lá khô, lúc đậu yên một chỗ trông như một nhánh cây khô. Môi trường sống của nó là rừng nhiệt đới rậm rạp thường có bụi dày đặc ở dưới  nhưng đôi khi chúng được tìm thấy trong môi trường sống nhiều xáo trộn bao gồm các đồn điền. Sự hiện diện của chúng đôi khi bị người ta bỏ qua do chúng sinh hoạt về đêm và có bộ lông ngụy trang.
Mùa sinh sản ở miền nam Ấn Độ là tháng 1 đến tháng 4 và tháng h2 đến tháng 3 ở Sri Lanka. Tổ được xây bằng một tấm rêu nhỏ lót và bao phủ bên ngoài bằng địa y và vỏ cây. Mỗi tổ có một quả trứng màu trắng. Dường như chim bố ấp trứng vào ban ngày.

## Hình ảnh

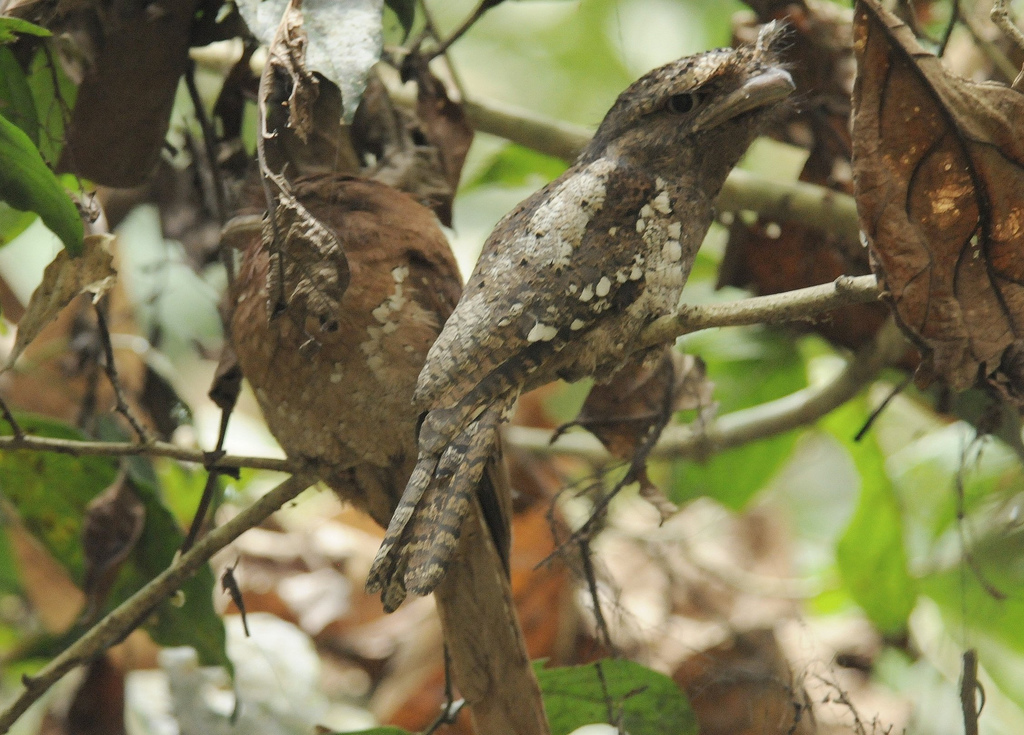
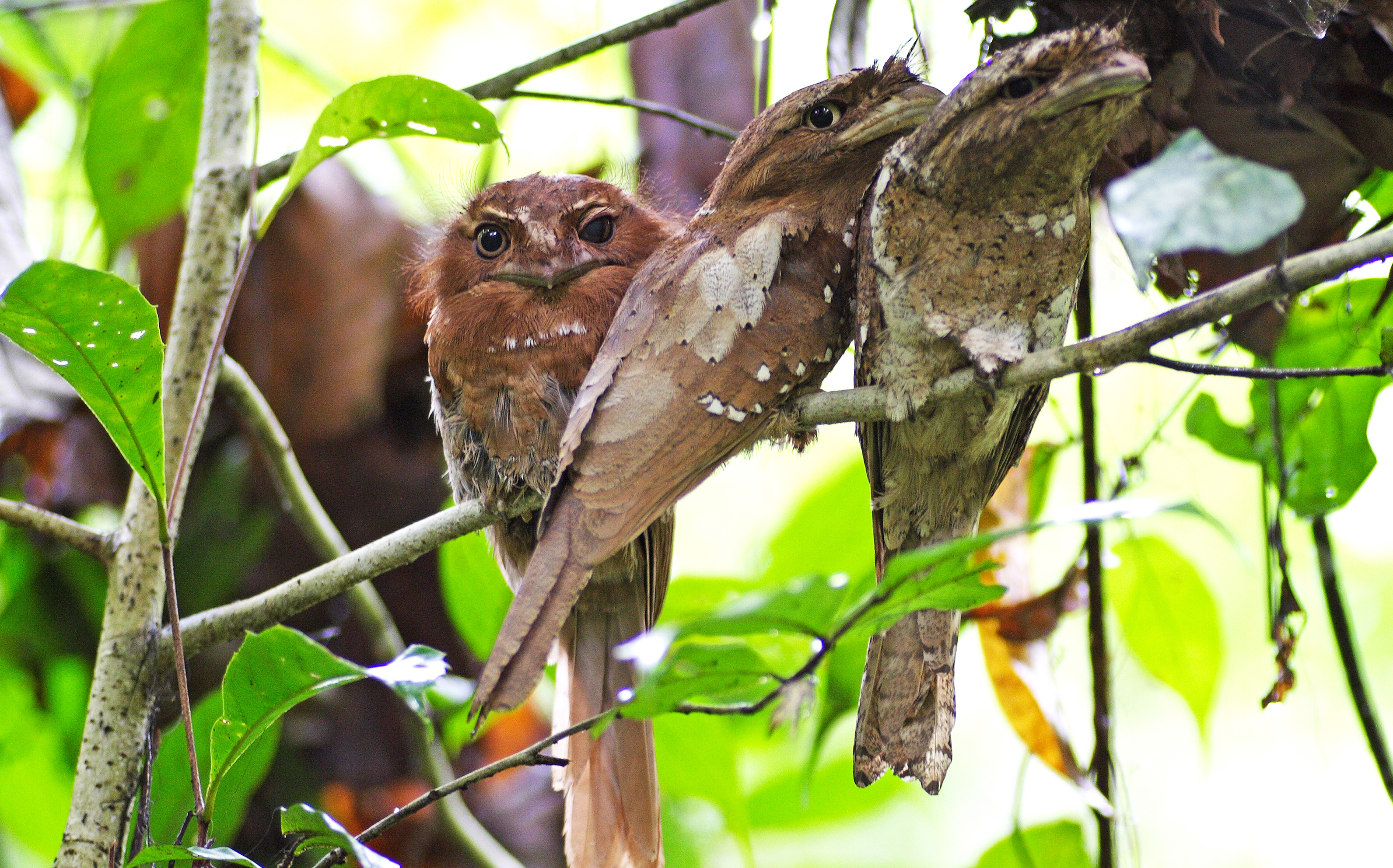
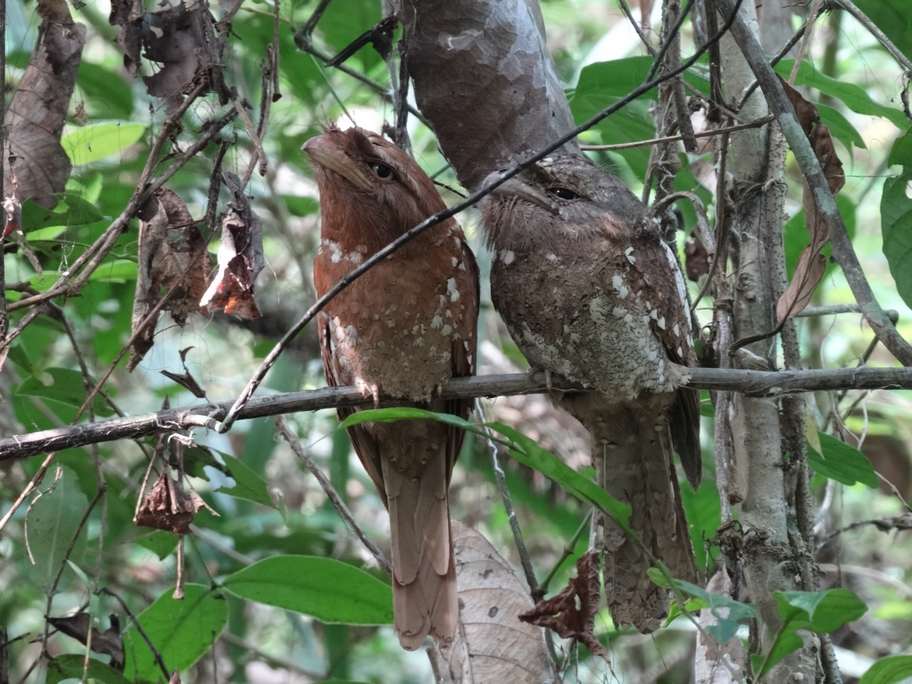
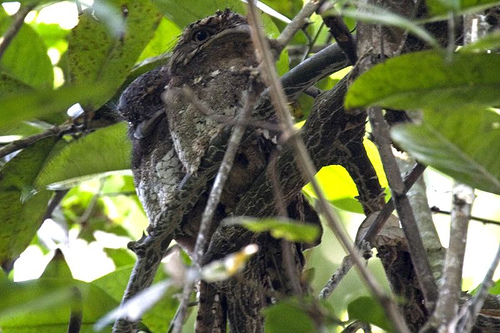